# Jagdstaffel 61
Jagdstaffel 61 – Königlich Preußische Jagdstaffel Nr. 61 – Jasta 61 jednostka lotnictwa niemieckiego Luftstreitkräfte z okresu I wojny światowej.

## Informacje ogólne
Jednostka została utworzona 11 stycznia 1918 roku. Pierwszym dowódcą eskadry został ppor. Maximilian Edler von Daniels z Kest 3. Gotowość bojową eskadra uzyskała 24 stycznia. Po śmierci dowódcy 7 czerwca 1918 roku jego obowiązki przejął por. Sigfried Buttner, który przeszedł z Jagdstaffel 22 i pozostał dowódcą eskadry do zakończenia działań wojennych.
W okresie od 10 marca do 19 kwietnia jednostka była przydzielona do 7 Armii i operowała z lotniska Vivaise. W tym okresie, 22 marca piloci eskadry odnieśli swoje pierwsze zwycięstwo. 19 kwietnia jednostka została przeniesiona do Ercheu i została wcielona do Jagdgruppe 11 pod dowództwem Rittmeistera von Brederlow. Eskadra działała w JGr 11 do końca wojny na terenach podległych 3, 7 i 9 Armii.
Eskadra walczyła między innymi na samolotach Pfalz D.III i Albatros D.VII.
Jasta 61 w całym okresie wojny odniosła ponad 25 zwycięstwa nad samolotami nieprzyjaciela. W okresie od lutego 1918 do listopada 1918 roku jej straty wynosiły 4 zabitych w walce, 4 rannych oraz 1 pilot dostał się do niewoli.
Łącznie przez jej personel przeszło 3 asów myśliwskich:
Siegfried Büttner (9), Johann Kopka (5) Karl Jentsch (1)

## Dowódcy Eskadry
| Stopień      | Nazwisko                     | Okres                   |
| ------------ | ---------------------------- | ----------------------- |
| Podporucznik | Maximilian Edler von Daniels | 11.01.1918 – 07.06.1918 |
| Porucznik    | Siegfried Büttner            | 07.06.1918 – 11.11.1918 |